# Greenbrier Ghost
Greenbrier Ghost és el nom que es va donar popularment a la presumpta fantasma d'una jove del comtat de Greenbrier, Virginia Occidental, Estats Units, assassinada el 1897. Inicialment jutjat com un cas de mort per causes naturals, el tribunal va declarar més tard que la dona havia estat assassinada pel seu marit, després del testimoni de la mare de la víctima, en què aquesta última afirmava que l'esperit de la seva filla revelava la veritable causa de mort.

## Antecedents
Elva Zona Heaster, víctima de l'assassinat, va néixer al comtat de Greenbrier cap al 1873. No es coneix pràcticament res de la seva vida primerenca, tret que va ser criada a prop de Richlands i que va donar a llum un fill fora del matrimoni el 1895. A l'octubre de 1896, Zona conèixer a un rodamón anomenat Erasmus Stribbling Trout Shue; que s'havia traslladat al comtat de Greenbrier a la recerca d'una nova vida i a treballar de ferrer. Shue va trobar feina a la botiga de James Crookshanks; Zona el va conèixer poc temps després de la seva arribada a la ciutat. Els dos es van enamorar i es van casar aviat, malgrat la objecció per part de la mare de la Zona, Mary Jane Heaster, que va agafar un disgust instantani per la decisió de Shue.

## Assassinat
La parella va viure en pau durant un temps, però el 23 de gener de 1897, el cos de Zona va ser descobert a casa seva per un jove que havia estat enviat a casa seva per encàrrec de Shue. El noi va trobar Zona estirada al peu de l'escala, estirada amb els peus junts i una mà a l'estómac. El noi va córrer a dir-li a la seva mare, que va convocar al metge i procurador local, George W. Knapp. Knapp no va arribar fins al cap d'una hora.
Quan el metge va arribar, Shue havia portat el cos de la seva dona al pis de dalt al dormitori i l'havia posat al llit. Va vestir el cadàver ell mateix; això era inusual, ja que tradicionalment el treball de rentar i preparar el cos per a l'enterrament seria assumit per les dones de la comunitat. Tot i això, Shue la va vestir amb un vestit de coll alt amb un coll dur, i li va posar un vel a la cara. Shue va quedar al costat del cadàver mentre el doctor Knapp l'examinava, clavant el cap de la seva dona i sanglotant. Knapp, creient-se la pena del marit, va executar al cos només un breu examen, assenyalant alguna contusió al coll. Quan va intentar mirar més a prop, Shue va reaccionar amb tanta violència que Knapp acabà llavors l'examen i sortí de la casa.
Inicialment, la causa de mort de la Zona va ser catalogada com a "feblesa crònica"; més tard, es va canviar per "part". Knapp la va portar a tractament dues setmanes abans de la seva mort per "problemes femenins", però es desconeix si estava embarassada o no.
Els pares de la Zona van ser informats aviat de la seva mort. Es diu que Mary Jane Heaster va dir que "el dimoni l'havia matat" en sentir la notícia.

## L'enterrament
Zona va ser enterrada el 24 de gener de 1897 al cementiri local que ara es coneix com el cementiri metodista de la capella de Soule. Shue va mostrar una gran devoció cap al cos, mantenint una vigília al cap del taüt obert durant la vetlla. El cos va ser "disposat" a la casa dels Heaster. Aviat el seu comportament va començar a despertar sospites. Durant la vetlla, la seva pena va canviar repetidament de tristesa desbordant a una energia increïble. No va permetre que ningú s'acostés al taüt, sobretot mentre ell col·locava un coixí a un costat del cap i una tovallola enrotllada a l'altra.
Va explicar aquestes incorporacions dient que ajudarien la seva dona a "descansar més fàcilment". Shue també va lligar una gran bufanda al coll del cadàver, explicant amb llàgrimes que "havia estat la preferida de la Zona". Però, quan va arribar el moment de traslladar el cadàver al cementiri, diverses persones es van adonar que semblava que hi havia una estranya desimboltura al cap de la Zona.
Per la seva banda, Mary Jane Heaster estava convençuda que el seu gendre havia assassinat a la seva dona. Després de la vetlla, va treure el llençol de dins del taüt i va intentar tornar-lo, però ell el va rebutjar. Va notar una olor estranya al respecte, així que la va rentar; l'aigua de la conca es va tornar vermella quan va deixar caure el llençol. A continuació, es va tornar rosat i l'aigua es va netejar. No es va poder treure la taca, que la Sra. Heaster va interpretar com un signe que Zona havia estat assassinada. Va començar a pregar, i cada nit durant quatre setmanes continuava fent les oracions, amb l'esperança que la Zona tornés a ella per explicar què havia passat.

## Embruixament
Segons la llegenda local, Zona va aparèixer a la seva mare en un somni quatre setmanes després del funeral. Va dir que Shue era un home cruel que la maltractava i que l'havia atacada en un atac de ràbia quan creia que no havia cuinat cap carn per sopar. Li va trencar el coll; per demostrar-ho, el fantasma va girar el cap fins que estava cap enrere.
Suposadament, el fantasma va aparèixer per primera vegada com a llum brillant, que va prenent forma gradualment i omplint l'habitació amb fred. Es diu que va visitar la senyora Heaster durant quatre nits.

## Exhumació i autòpsia
Amb la història que presumptament li va explicar el fantasma, Mary Jane Heaster va visitar el fiscal local, John Alfred Preston, i va passar diverses hores al seu despatx convencent-lo de tornar a obrir la investigació de la mort de la seva filla. Es desconeix si creia la seva història del fantasma, però tenia prou dubtes per enviar diputats per tornar a entrevistar diverses persones d'interès en el cas, inclòs el doctor Knapp. Probablement responia al sentiment públic, ja que nombrosos habitants de la zona havien començat a suggerir que Zona havia estat assassinada.
El mateix Preston va anar a parlar amb el doctor Knapp, que va declarar que no havia fet un examen complet del cos. Això es va considerar com una justificació suficient per a una autòpsia i es va ordenar una exhumació i es va formar un jurat popular.
El cos de Zona va ser reexaminat el 22 de febrer de 1897 a l'escola unitària rural. Shue s'havia "queixat enèrgicament" d'aquest gir dels fets, però la llei l'obligava a estar present a l'autòpsia. Va respondre que sabia que seria arrestat, però que ningú no podia demostrar la seva culpabilitat.
L'autòpsia va durar tres dies i va comprovar que el coll de Zona s'havia trencat. Segons l'informe, publicat el 9 de març de 1897, "es va fer el descobriment que el coll estava trencat i la tràquea fracturada. A la gola hi havia les marques dels dits que indicaven que s'havia ofegat. El coll estava dislocat entre la primera i la segona vèrtebra. Els lligaments es van retòrcer i es van trencar. La tràquea havia estat aixafada en un punt davant del coll". Amb la força d'aquestes proves i el seu comportament en la investigació, Shue va ser arrestat i acusat de l'assassinat de la seva dona.

## Prova
Shue va ser detingut a la presó de Lewisburg mentre esperava que comencés el judici. Durant aquest temps, sortiria a la llum més informació sobre el seu passat. Havia estat casat dues vegades abans: el seu primer matrimoni s'havia acabat en divorci, i la seva dona l'acusava de gran crueltat; la seva segona esposa havia mort en circumstàncies misterioses menys d'un any després de casar-se. Zona era la seva tercera esposa i Shue va començar a parlar de desitjar casar-se amb set dones; va parlar lliurement d'aquesta ambició mentre estava a la presó i va dir als periodistes que estava segur que el deixarien lliure perquè hi havia tan poques proves contra ell.
El judici va començar el 22 de juny de 1897 i Mary Jane Heaster va ser el testimoni estrella de Preston. Va limitar el seu interrogatori als fets coneguts del cas, vorejant la qüestió de les seves observacions fantasmagòriques. Potser amb l'esperança de demostrar que no era fiable, l'advocat de Shue va interrogar la Sra. Heaster àmpliament sobre les visites de la seva filla en forma de fantasma. La tàctica es va fer enrere quan la Sra. Heaster no vacil·laria al seu compte tot i la intensa insistència. Com que la defensa havia introduït el problema, al jutge li va costar instruir al jurat que ignorés la història del fantasma i moltes persones de la comunitat semblaven creure-ho.
En conseqüència, Shue va ser declarat culpable d'assassinat l'11 de juliol i condemnat a cadena perpètua. No obstant això, segons els informes als quals es va accedir, el fantasma de Greenbrier mai va ser esmentat per la fiscalia i no va tenir cap part en el cas contra Shue.
Una torba de linxament es va formar per treure'l de la presó i penjar-lo, però la multitud es va dissoldre per l'ajudant de l'xèrif abans que es produís algun dany. Quatre dels organitzadors de la torba es van enfrontar posteriorment a càrrecs per les seves accions.

## Seqüeles
Shue va ser traslladat al centre penitenciari estatal de West Virginia, a Moundsville, on va viure tres anys més. Va morir el 13 de març de 1900, víctima d'una epidèmia desconeguda, i va ser enterrat en una tomba no marcada al cementiri local. Mrs. Heaster mai va retractar-se de la història del fantasma de la seva filla i va morir el setembre de 1916. Pel que fa a Zona, el seu fantasma no es va tornar a veure a la zona.

## Placa commemorativa
L'estat de Virgínia de l'Oest ha erigit un placa commemorativa a prop del cementiri on està enterrada la Zona Shue, la qual diu: 
 Al cementiri proper hi ha la zona Heaster Shue. La seva mort el 1897 es va suposar natural fins que el seu esperit es va aparèixer a la seva mare per descriure com va ser assassinada pel seu marit Edward. L'autòpsia del cos exhumat va verificar el relat de l'aparició. Edward, declarat culpable d'assassinat, va ser condemnat a la presó estatal. Únic cas conegut en què el testimoni d'un fantasma va ajudar a condemnar un assassí. 

## A la cultura popular
Katie Letcher Lyle, escriptora i historiadora aficionada, en el seu llibre The Man Who Wanted Seven Wives: The Greenbrier Ghost and the Famous Murder Mystery de 1897, va fer un relat dramatitzat del Greenbrier Ghost. Lyle va explicar la seva conclusió en un número de 1999 de la revista Wonderful West Virginia Magazine en què deia que probablement Mary havia inventat la història del fantasma per tal de presentar un argument convincent per obrir el cas de la seva filla. Ella va dir: "Mary sabia que [Shue] era intel·ligent, sense principis i persuasiva. Si hagués assassinat una vegada, podria tornar a assassinar. Potser temia que si ningú validés les seves acusacions, Shue resultaria extremadament perillós. Per tant, fingint rebre les notícies directament de Zona, podia apel·lar a les supersticions dels seus veïns i aconseguir molta atenció pública. Al final va resultar que no necessitava la història dels fantasmes, ja que Shue va ser condemnat, segons tots els relats, estrictament per consideracions terrenals, sense fantasmes extraterrestres".
La història del fantasma Greenbrier és objecte de tres adaptacions escèniques. L'obra de Jan Buttram Zona va ser produïda el 1998 pel Greenbrier Valley Theatre, el Teatre Estatal Professional de tot l'any de Virginia Occidental. The Greenbrier Ghost, una adaptació musical de llarga durada, va ser escrita per Cathey Sawyer (llibre i lletra) i Joe Buttram (música). L'espectacle es va estrenar el 2003 al Greenbrier Valley Theatre, amb produccions posteriors el 2004, 2009 i 2013. Una altra adaptació musical completa d'aquesta història és "Greenbrier, 1897", escrita i interpretada per l'Institut Lovewell per a les Arts Creatives. El musical es va estrenar el 28 de juny de 2018 i va tenir representacions el 28 de juny al 30 de juny de 2018. Es pot trobar un vídeo complet de la producció a Youtube i a Vimeo.
The Unquiet Grave de Sharyn McCrumb va ser publicat el 12 de setembre de 2017 per Atria Books (una empremta de Simon & Schuster) i "es basa en la història real d'un dels judicis d'assassinat més estranys de la història nord-americana: el cas del Greenbrier Ghost".
L'espectacle Comedy Central Drunk History va relatar el Greenbrier Ghost i el posterior judici a l'episodi "Believe It Or Not" (temporada 6, episodi 9).